# Ammothea sexarticulata
Ammothea sexarticulata là một loài nhện biển trong họ Ammotheidae. Loài này thuộc chi Ammothea. Ammothea sexarticulata được miêu tả khoa học năm 1990 bởi Munilla.